# 楊遁
楊 遁（よう とん、490年 - 531年）は、北魏の官僚。字は山才。本貫は恒農郡華陰県。

## 経歴
楊津の長男として生まれた。性格は引きこもりがちで、30歳近くになって、初めて鎮西府主簿として出仕した。尚書郎に累進した。529年（永安2年）、孝荘帝が河内に避難すると、楊遁は帝の命を受けて山東の慰労にあたった。孝荘帝が洛陽に戻ると、楊遁は尚書左丞に任じられ、平南将軍・銀青光禄大夫の位を受けた。530年（永安3年）、黄門郎を兼ねて鄴を訪れ、参行省事をつとめた。まもなく征東将軍・金紫光禄大夫の位を受けた。531年（普泰元年）7月、洛陽で殺害された。享年は42。532年（太昌元年）、車騎大将軍・儀同三司・幽州刺史の位を追贈された。諡は恭定といった。

## 伝記資料
- 『魏書』巻58 列伝第46
- 『北史』巻41 列伝第29
- 魏故車騎大将軍儀同三司幽州刺史楊公墓誌銘（楊遁墓誌）